# Чемпіонат Хмельницької області з футболу 2011
Чемпіонат Хмельницької області з футболу 2011 — чемпіонат Хмельницької області з футболу, який тривав з квітня по жовтень 2011 року.

## Вища ліга

### Команди-учасниці
У Чемпіонат Хмельницької області з футболу 2011 взяли участь 9 команд:
| Команда          | Місто             | Місце в попер. ч-ті |
| ---------------- | ----------------- | ------------------- |
| «Астарта»        | м. Волочиськ      | -                   |
| «Бартнік-Горинь» | м. Ізяслав        | 4                   |
| «Енергетик-ІКВА» | смт. Стара Синява | 7                   |
| «Збруч»          | м. Волочиськ      | 2                   |
| «Поділля»        | м. Хмельницький   | 1                   |
| ФК «Красилів»    | м. Красилів       | 9                   |
| ФК «Полонне»     | м. Полонне        | 10                  |
| ФК «Славута»     | м. Славута        | 8                   |
| ФК «Темп»        | м. Шепетівка      | 5                   |

### Фінальна таблиця
| М | Команда          | І  | В  | Н | П | РМ    | О  |
| - | ---------------- | -- | -- | - | - | ----- | -- |
|   | «Збруч»          | 14 | 10 | 2 | 2 | 28−9  | 32 |
|   | ФК «Полонне»     | 14 | 9  | 1 | 4 | 18−5  | 28 |
|   | ФК «Славута»     | 14 | 7  | 3 | 4 | 12−11 | 24 |
| 4 | «Поділля»        | 14 | 7  | 2 | 5 | 13−18 | 23 |
| 5 | «Бартнік-Горинь» | 14 | 4  | 5 | 5 | 9−17  | 17 |
| 6 | ФК «Красилів»    | 14 | 4  | 1 | 9 | 12−21 | 13 |
| 7 | ФК «Темп»        | 14 | 3  | 4 | 7 | 7−9   | 13 |
| 8 | «Енергетик-ІКВА» | 14 | 2  | 3 | 9 | 3−10  | 9  |
| 9 | «Астарта»        | 0  | 0  | 0 | 0 | 0−0   | 0  |

Відповідно до пункту 3.29 регламенту Чемпіонату Хмельницької області з футболу у вищій групі команда «Астарта» (Волочиськ) за три неявки на матчі юнацьких та дорослих складів («Поділля» — «Астарта» 6 тур, «Полонне» — «Астарта» 7 тур, «Астарта» — «Темп» 8 тур) засіданням КДК Хмельницької області (протокол № 2) вирішено зняти команду «Астарту» (Волочиськ) зі змагань і анулювати усі результати матчів команди.

## Перша ліга

### Чемпіонат Хмельницької області під егідою ФСТ «Колос»

#### Північна зона

##### Команди-учасниці
У Чемпіонат Хмельницької області з футболу 2011 Першої ліги (Північної Зони) взяли участь 7 команд:
| Команда     | Місто          | Місце в попер. ч-ті |
| ----------- | -------------- | ------------------- |
| «Берегиня»  | с. Сутківці    | -                   |
| «Довіра»    | смт. Антоніни  | -                   |
| «Зернопрод» | с. Квітневе    | -                   |
| «ІВК-31»    | м. Ізяслав     | -                   |
| «Камчатка»  | с. Теліжинці   | -                   |
| «Нива»      | м. Летичів     | -                   |
| «Цукровик»  | смт. Теофіполь | -                   |

##### Фінальна таблиця Північної Зони
| М | Команда     | І  | В  | Н | П | РМ    | О  |
| - | ----------- | -- | -- | - | - | ----- | -- |
| 1 | «Цукровик»  | 12 | 10 | 0 | 2 | 29−17 | 30 |
| 2 | «Довіра»    | 12 | 8  | 1 | 3 | 33−20 | 25 |
| 3 | «Берегиня»  | 12 | 6  | 2 | 4 | 28−23 | 20 |
| 4 | «Нива»      | 12 | 6  | 2 | 4 | 23−20 | 20 |
| 5 | «ІВК-31»    | 12 | 3  | 2 | 7 | 21−30 | 11 |
| 6 | «Зернопрод» | 12 | 3  | 1 | 8 | 19−36 | 10 |
| 7 | «Камчатка»  | 12 | 1  | 2 | 9 | 12−20 | 5  |

#### Південна зона

##### Команди-учасниці
У Чемпіонат Хмельницької області з футболу 2011 Першої ліги (Південної Зони) взяли участь 10 команд:
| Команда         | Місто                  | Місце в попер. ч-ті |
| --------------- | ---------------------- | ------------------- |
| «Агрокомпанія»  | с. Лісоводи            | -                   |
| «Верест-ІНАПіК» | м. Дунаївці            | 6 (Вища Ліга)       |
| «Евеліна»       | смт. Ярмолинці         | -                   |
| «Заслав'я»      | смт. Віньківці         | -                   |
| «Крила Рад»     | смт. Дунаївці          | -                   |
| «Оболонь»       | м. Городок             | -                   |
| «Октава»        | с. Слобідка-Рихтівська | -                   |
| «Олімп»         | м. Деражня             | -                   |
| «Сокіл»         | с. Соколівка           | -                   |
| «Ушиця»         | смт. Нова Ушиця        | -                   |

##### Фінальна таблиця Південної Зони
| М  | Команда         | І  | В  | Н | П  | РМ    | О  |
| -- | --------------- | -- | -- | - | -- | ----- | -- |
| 1  | «Октава»        | 18 | 15 | 2 | 1  | 78−12 | 47 |
| 2  | «Евеліна»       | 18 | 14 | 1 | 3  | 51−28 | 43 |
| 3  | «Олімп»         | 18 | 11 | 2 | 5  | 34−21 | 35 |
| 4  | «Крила Рад»     | 18 | 9  | 1 | 8  | 41−29 | 28 |
| 5  | «Агрокомпанія»  | 18 | 8  | 0 | 10 | 34−35 | 24 |
| 6  | «Заслав'я»      | 18 | 7  | 1 | 10 | 24−58 | 22 |
| 7  | «Верест-ІНАПіК» | 18 | 6  | 3 | 9  | 26−36 | 21 |
| 8  | «Сокіл»         | 18 | 6  | 1 | 11 | 28−35 | 19 |
| 9  | «Оболонь»       | 18 | 5  | 0 | 13 | 26−54 | 15 |
| 10 | «Ушиця»         | 18 | 3  | 1 | 14 | 22−56 | 10 |

#### Фінальна частина ФСТ КОЛОС
Група «А»
| М | Команда    | І | В | Н | П | РМ  | О |
| - | ---------- | - | - | - | - | --- | - |
| 1 | «Евеліна»  | 2 | 2 | 0 | 0 | 4−1 | 6 |
| 2 | «Олімп»    | 2 | 1 | 0 | 1 | 4−4 | 3 |
| 3 | «Цукровик» | 2 | 0 | 0 | 2 | 1−4 | 0 |

Результати матчів групи «А»
«Цукровик» (смт. Теофіполь)  — «Евеліна» (смт. Ярмолинці)- 0:1
«Олімп» (м. Деражня) -«Цукровик» (смт. Теофіполь)-3:1
«Евеліна» (смт. Ярмолинці) — «Олімп» (м. Деражня)-3:1
Група «Б»
| М | Команда    | І | В | Н | П | РМ  | О |
| - | ---------- | - | - | - | - | --- | - |
| 1 | «Берегиня» | 2 | 2 | 0 | 0 | 5−2 | 6 |
| 2 | «Октава»   | 2 | 1 | 0 | 1 | 7−4 | 3 |
| 3 | «Довіра»   | 2 | 0 | 0 | 2 | 3−9 | 0 |

Результати матчів групи «Б»
«Берегиня» (с. Сутківці) -«Октава» (с. Слобідка-Рихтівська)-2:1
«Октава» (с. Слобідка-Рихтівська) -«Довіра» (смт. Антоніни)-6:2
«Довіра» (смт. Антоніни) -«Берегиня» (с. Сутківці)-1:3

#### Фінал ФСТ КОЛОС
Матч за 3-е місце
29 жовтня
стадіон Військової частини (Хмельницький)
«Олімп» (м. Деражня) -«Октава» (с. Слобідка-Рихтівська)- 1:0
Фінал
30 жовтня
стадіон Спортивний комплекс «Поділля» (Хмельницький)
«Евеліна» (смт. Ярмолинці) -«Берегиня» (с. Сутківці) — 2:2 пен.6:5

## Кубок області
Цього року лише чотири команди погодилися позмагатися за трофей.
1/2 фіналу
«Заслав'я» (смт. Віньківці) — «Збруч» (м. Волочиськ) 1:7
«Україна» (с. Маків) — «Октава» (с. Слобідка-Рихтівська) 1:6
Фінал
«Збруч» (м. Волочиськ) — «Октава» (с. Слобідка-Рихтівська) 4:1

## Переможці 2011
Чемпіон Хмельницької області — «Збруч» (м. Волочиськ)
Володар Кубка Хмельницької області — «Збруч» (м. Волочиськ)
Чемпіон Хмельницької області під егідою ФСТ «Колос» — «Евеліна» (смт. Ярмолинці)